# Courbette (Jura)
Courbette ist eine französische Gemeinde im Département Jura in der Region Bourgogne-Franche-Comté. Sie gehört zum Arrondissement Lons-le-Saunier, zum Kanton Moirans-en-Montagne und ist Mitglied im Gemeindeverband Terre d’Émeraude Communauté.
Die Nachbargemeinden sind Vernantois, Saint-Maur, Alièze, La Chailleuse und Bornay.

## Weblinks

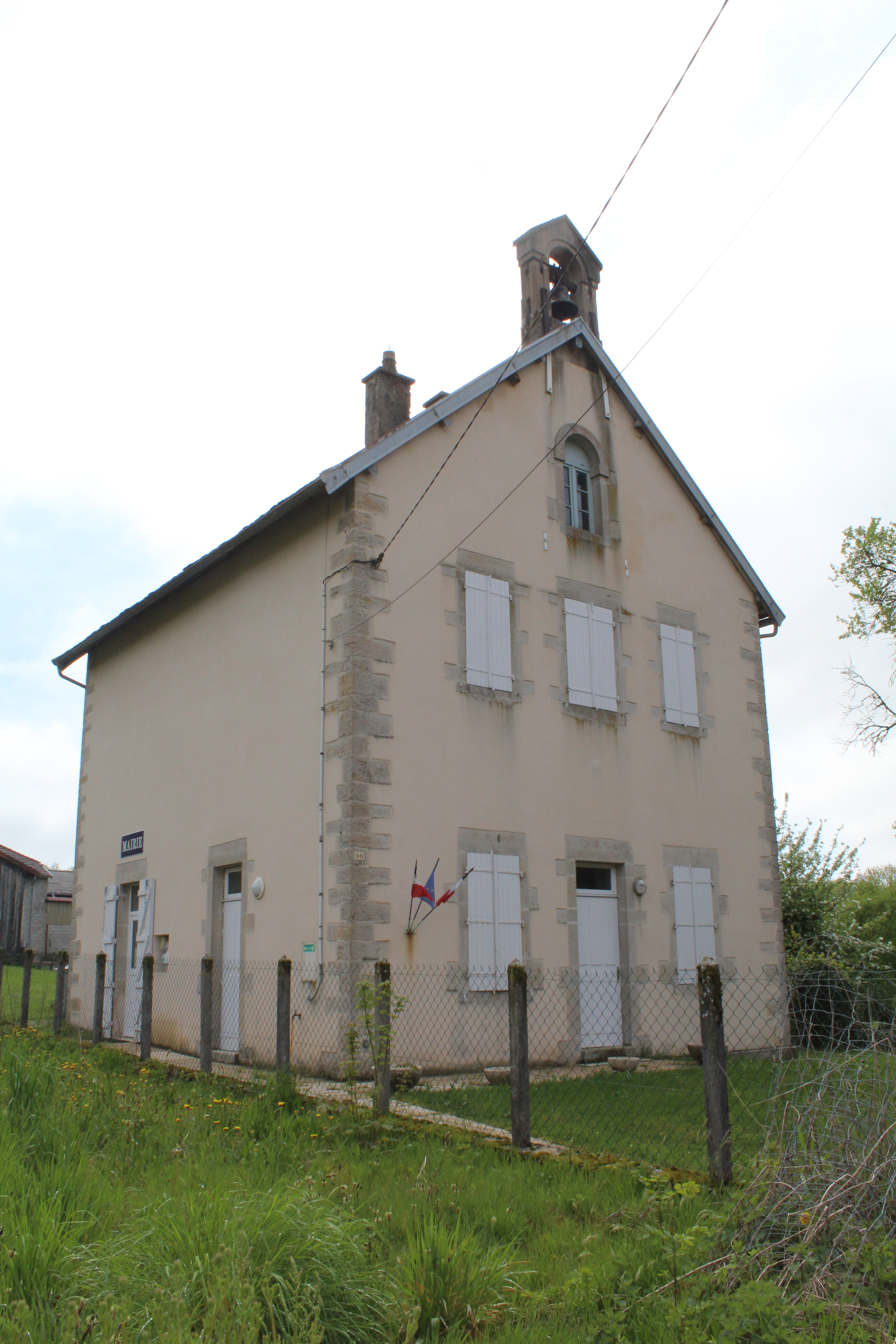
Mairie Courbette

## Bevölkerungsentwicklung
| Jahr                       | 1962 | 1968 | 1975 | 1982 | 1990 | 1999 | 2009 | 2017 |
| Einwohner                  | 59   | 46   | 48   | 40   | 43   | 51   | 40   | 51   |
| Quellen: Cassini und INSEE |      |      |      |      |      |      |      |      |